# المودوفار ديل كامبو
بلدية المُدّوَّر أو (نقحرة: المودوفار ديل كامبو) (بالإسبانية: Almodóvar del Campo)‏، هي إحدى بلديات مقاطعة سيوداد ريال إحدى مقاطعات إسبانيا، والتي تقع في منطقة قشتالة والمنجى وسط إسبانيا.
يبلغ عدد سكانها 6.790 نسمة وفقاً لإحصائية سنة (2007).

## أعلام
- يوحنا الافيلي
- خوان باتيستا ريكو